# Rainis
Rainis, pseudonym för Jānis Pliekšāns, född 11 september 1865 i Dunava socken, guvernementet Kurland, död 12 september 1929 i Majori, Lettland, var en lettisk diktare, advokat, journalist och politiker. 
Rainis deltog i 1905 års revolution, deporterades till Sibirien men flydde till Schweiz, där han bodde till 1920. Efter Lettlands självständighetsförklaring var Rainis en tid chef för nationalteatern i Riga och ecklesiastikminister 1927-28. Rainis utövade en livlig litterär verksamhet, främst inom lyrik och drama. Han har med framgång spelats även på utländsk scen, särskilt “Jazeps un vina brali” (“Josef och hans bröder”,1919).
Rainis gifte sig 1897 med Aspazija (pseudonym för Elza Pliekšāne, född Rozenberga).

## Källa
- Plieksans-Rainis, Svensk uppslagsbok, 1955.

1. ↑  Gemeinsame Normdatei, läst: 27 april 2014.[källa från Wikidata]
2. ↑  Bibliothèque nationale de France, BnF Catalogue général : öppen dataplattform, id-nummer i Frankrikes nationalbiblioteks katalog: 12780710j, läst: 10 oktober 2015.[källa från Wikidata]
3. ↑  Encyclopædia Britannica, Encyclopædia Britannica Online-ID: biography/Rainistopic/Britannica-Online, läst: 9 oktober 2017.[källa från Wikidata]
4. ↑  Brockhaus Enzyklopädie, Brockhaus Enzyklopädie-ID: rainis-janis, läst: 9 oktober 2017.[källa från Wikidata]
5. ↑  Gran Enciclopèdia Catalana, Grup Enciclopèdia Catalana, Gran Enciclopèdia Catalana-ID (tidigare schema): 00540160030866.[källa från Wikidata]
6. ↑  literatura.lv, Institute of Literature, Folklore and Art of the University of Latvia, literatura.lv-ID: personas/rainis, läst: 16 december 2023.[källa från Wikidata]